# Orestias cuvieri
Espèce
Synonymes
- Orestias humboldti Valenciennes, 1846[2] [3]

Statut de conservation UICN

 DD  : Données insuffisantes
Orestias cuvieri est une espèce de poissons de la famille des Cyprinodontidés. Elle est endémique du lac Titicaca, au Pérou et en Bolivie.